# واقف مصطفى زاده
واقف مصطفى زاده (بالأذربيجانية: Vaqif Mustafazadə) ‏(16 مارس 1940 في باكو،  أذربيجان- 16 ديسيمبر 1979 في طشقند، أوزبكستان). كان ملحن وعازف جاز أذربيجاني.

## حياته
ولد واقف مصطفى زاده في 16 مارس، عام 1940, في أسرة ماجور لمصلحة الطبية، بعاصمة باكو، في المدينة القديمة.
بعد وفاة والده، ترعرع عند والدته، وكانت والدته معلمة موسيقى في المدرسة.
دخل واقف إلى كلية باكو الموسيقية، بأسم عاسف زينلي، عام 1957. وتخرج منه ودخل الي اكاديمية باكو الموسيقية، عام 1963. ودرس مع الملحن والمغني الأذربيجاني المشهور مسلم ماقوماييف.
في الواقع، يعزف موسيقى جاز الكلاسيكية، بلوزة والأغاني لعوب. واقف موستافى زاده مؤسس لموسيقى الجاز الأذري ولفكرة الجاز الجديد.
كما أنه قاد فراق «وريرو», والثلاثي الجاز «القوقاز», وموسيقية اداتي وكال «سويل» و «ليلة»,
و اداتي «مقام», منذ عام 1964.
الجائز على جائزة مسابقات ومهرجانات الجاز الدولية (تالين 66، تبليسي 78، مونت كارلو).
جدر واقف موستافى زاده على آسم فخرية الفنان المستحق لجمهورية أذربيجان في عام 1979.

## أسلوبه

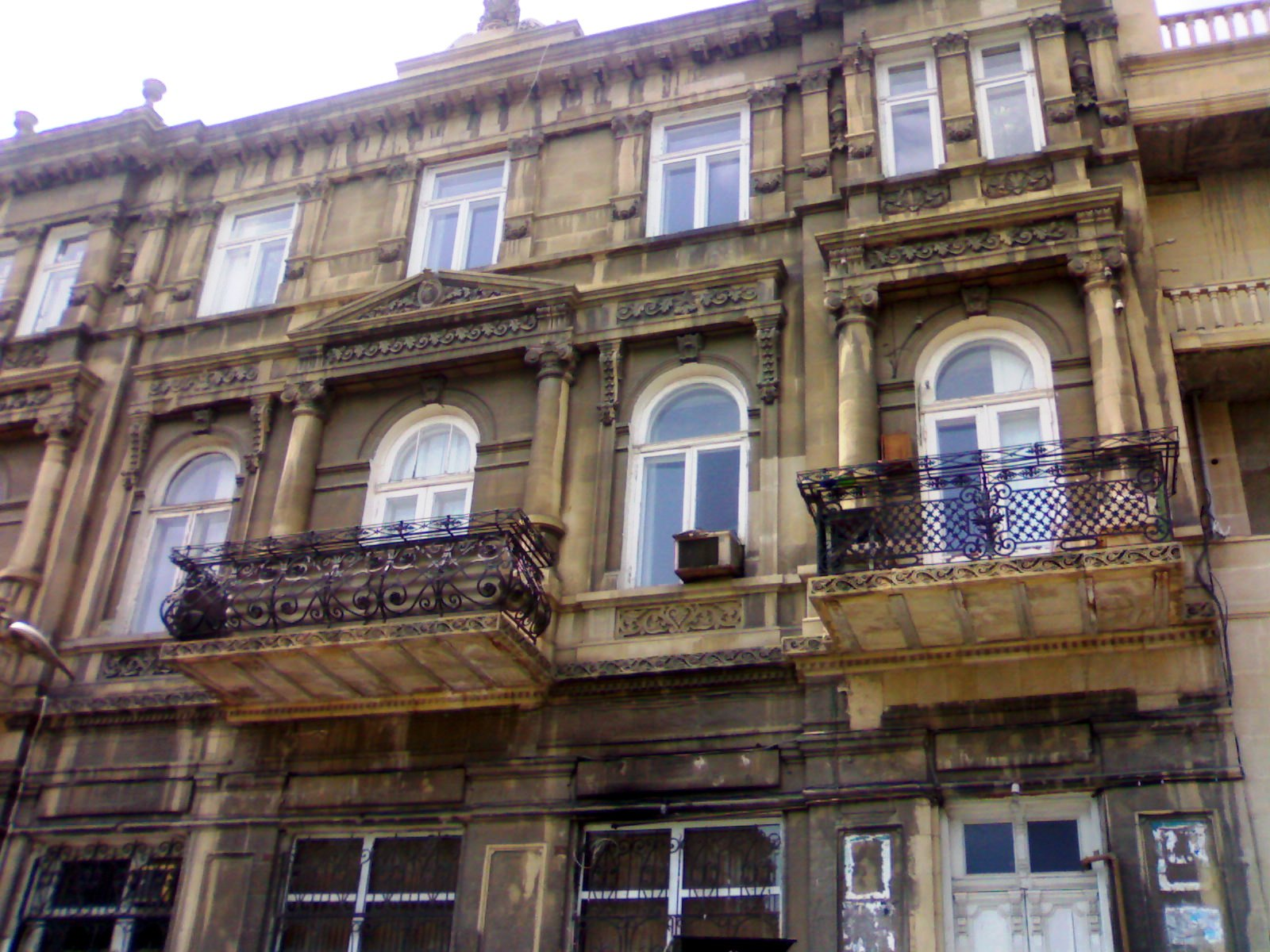
بيته في شارع أسمه واقف مصطفى زاده

واقف مصطفى زاده مؤسس لموسيقى الجاز الأذري ولفكرة الجاز الجديد.
وقد أسس تركيب الموسيقى الأذربيجانية،مقام بموسيقى الجاز الأمريكية الكلاسيكية.
و سمى شعاره الجديد جاز- مقام.
و هو معمار لعمليات جاز- مقام لأذربيجان.
و زوجته ايليزا مصطفى زاده، هي امرأة مغني أولى في أسلوب جاز- مقام محترف في أذربيجان.

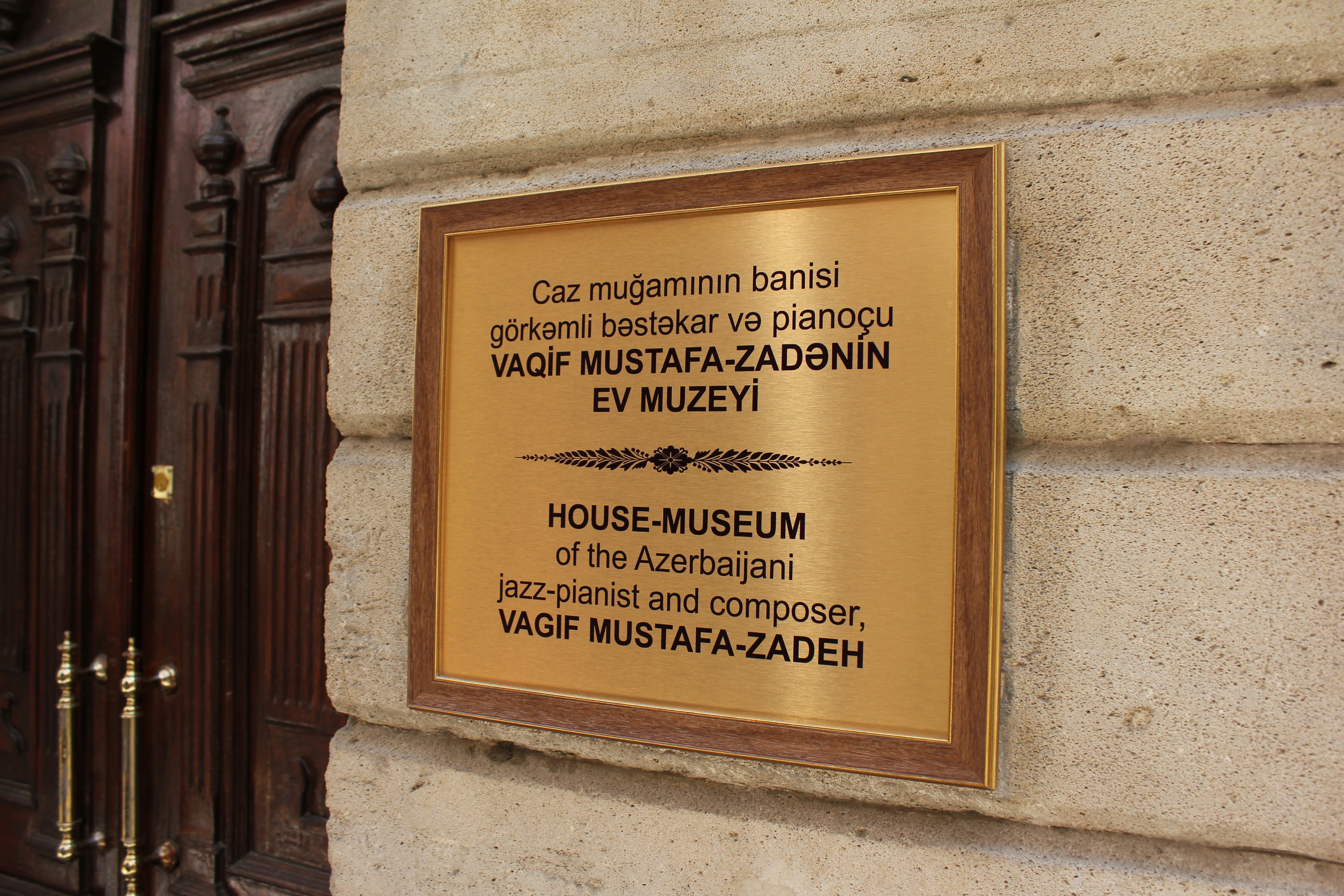
بيت المتحف واقف مصطفى زاده

## فعاليته
خلق ثلاثي «القوقاز» في فيلهارموني لدولة جورجيا، عام 1965.
أسس رباعية غنائى «ليلي», عام 1970.
كما أنه قاد فرقة اداتي- صوتي «سويل», منذ عام 1971-1977.
من بين أعماله التي نجحت نجاحا كبيرا مهرجانات الجاز «تبيليسي -78» و «تالين -66», برئاسه فرقة اداتي «مقام», منذ عام 1977 حتى 1979.
حصل الجائزة الأولى على الموسيقى «في انتظار عزيزة» في مهرجان الجاز الدولي الثامن في موناكو، عام 1978.
حصل على أسم تكريم الفنان الأذربيجان، عام 1979.
وهو مؤلف حفلة البيانو، سيمفونية «موقام» وأعمال البيانوغيرها من أعمال البيانو روائع.

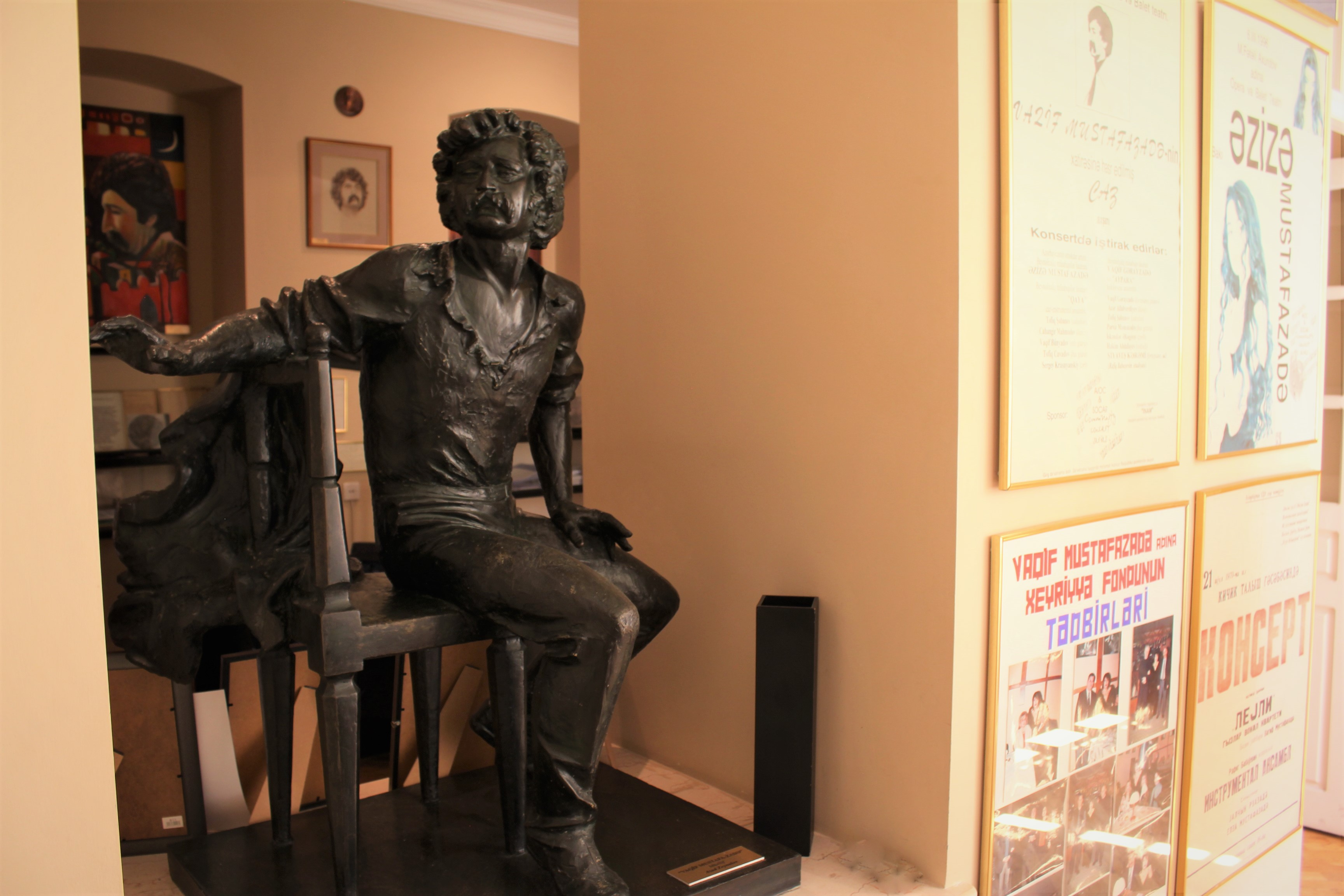
هيكل واقف مصطفى زاده في بيته المتحف

## اسرته
- زوجته - إيلزى مصطفى زاده، مغنية، عازف منفرد سابق لفريق اداتي- صوتي «سويل».
- بنته الكبرى - لالا مصطفى زاده، مغنية الأوبرا، تدرس في كونسيرفاتوار باريس، في الوقت الحاضر، تعمل في أوبرا باريس، فرنسية.
- بنته الصغرى - عزيزة مصطفى زاده، ملحن، مغنية جاز

## روابط خارجية
- واقف مصطفى زاده على موقع ميوزك برينز (الإنجليزية)
- واقف مصطفى زاده على موقع ديسكوغز (الإنجليزية)